# Атипичные антипсихотики
Атипи́чные антипсихо́тики (атипи́чные нейроле́птики) — второе поколение антипсихотиков, самые общие особенности которого заключаются в более низкой по сравнению с типичными антипсихотиками степени сродства к дофаминовым D2-рецепторам, более селективном действии на дофаминергические подсистемы мозга и наличии мультирецепторного профиля связывания (сродства к рецепторам других типов). За счёт данных особенностей эти препараты значительно реже по сравнению с типичными антипсихотиками вызывают экстрапирамидные нарушения.
Обладая в целом лучшей переносимостью, чем типичные антипсихотики, атипичные нейролептики, тем не менее, чаще способны индуцировать метаболические нарушения, приводящие к возникновению ожирения, сахарного диабета, сердечно-сосудистых заболеваний. Наибольший риск клинически значимого повышения веса и метаболических нарушений характерен для оланзапина и клозапина.
Самыми распространёнными в мире атипичными антипсихотиками являются азенапин, амисульприд, арипипразол, зипрасидон, илоперидон, кветиапин, клозапин, луразидон, оланзапин, палиперидон, рисперидон и сертиндол. Сульпирид и тиоридазин одни авторы относят к типичным антипсихотикам, другие — к атипичным.

## Общая характеристика

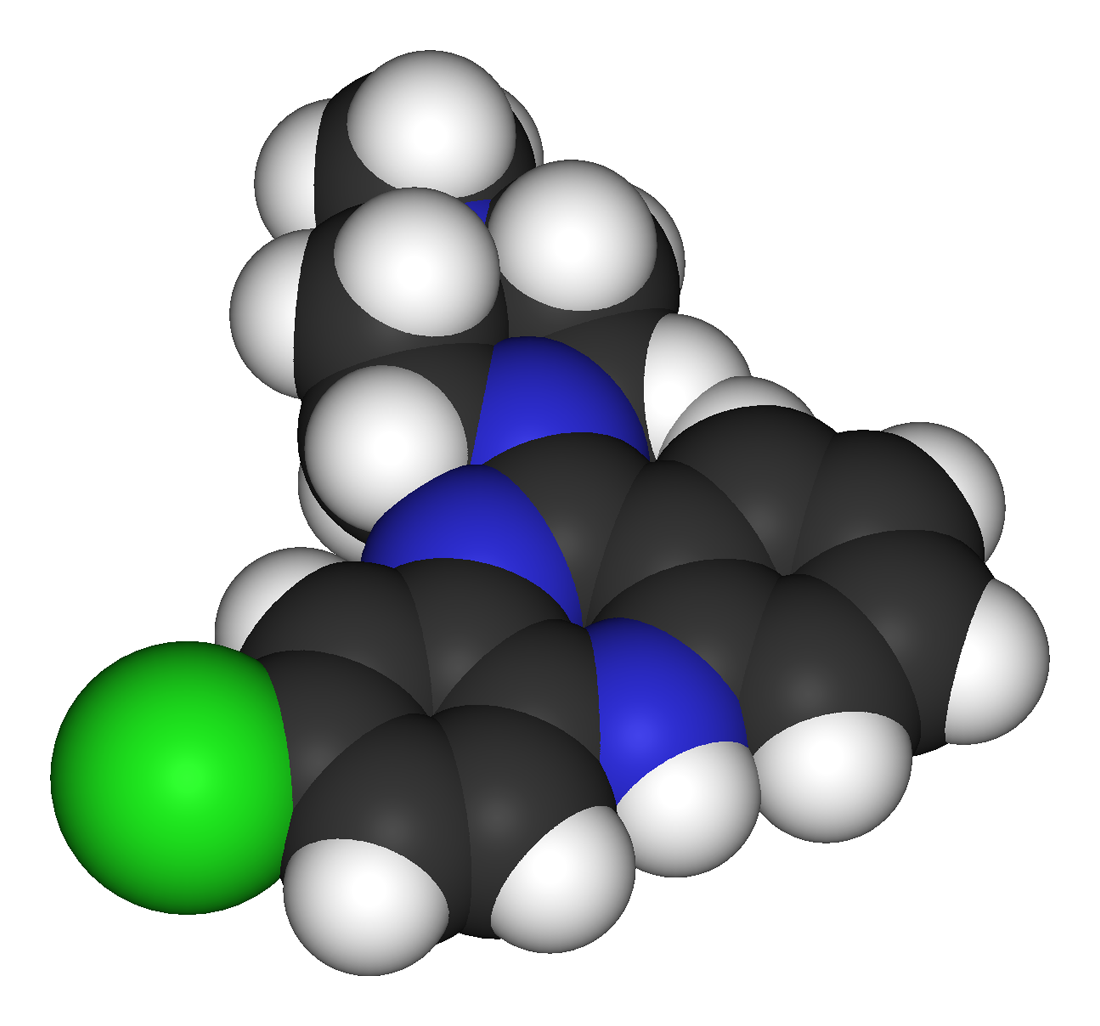
Химическая структура клозапина (азалептина), первого из атипичных антипсихотиков

Согласно распространённому представлению, основные различия типичных и атипичных антипсихотиков заключаются в том, что последние не вызывают или редко вызывают экстрапирамидные нарушения. Однако отмечаются и другие характерные для атипичных нейролептиков особенности: значительно меньшая вероятность повышения пролактина (гиперпролактинемии), возникновения так называемого NIDS (нейролептик-индуцированного дефицитарного синдрома) и нейролептической депрессии, положительное влияние на негативную симптоматику и когнитивные нарушения.
Основное действие типичных антипсихотиков связывают преимущественно с их антагонизмом к D2-рецепторам дофамина и снижением нейротрансмиссии в различных дофаминергических системах: антипсихотики угнетают дофаминергическую передачу не только в мезолимбическом нервном пути, но также и в нигростриарном, тубероинфундибулярном и мезокортикальном. Со снижением активности мезолимбических дофаминергических нейронов связывают способность этих препаратов редуцировать психотическую симптоматику, с угнетением дофамина в нигростриарном пути — экстрапирамидные побочные эффекты. Действие типичных нейролептиков на тубероинфундибулярный путь вызывает нейроэндокринные нарушения, в том числе гиперпролактинемию, а угнетение дофамина в мезокортикальном пути и в лобной области коры головного мозга приводит к усилению негативных расстройств (нарастанию апатии, безынициативности), усилению когнитивной дисфункции, возникновению или ускорению прогрессирования дефекта. Особенностью же действия атипичных антипсихотиков является их селективное действие на мезолимбическую дофаминергическую передачу — при минимальном влиянии на нигростриарный путь и тубероинфундибулярный, что снижает вероятность экстрапирамидных, эндокринных и психических побочных эффектов.
Кроме того, для большинства атипичных нейролептиков характерен антагонизм к серотониновым рецепторам второго типа 5-HT2, объясняющий, по мнению некоторых исследователей, терапевтическое влияние (впрочем, недостаточно доказанное) на негативную симптоматику (эмоциональную тупость, безразличие, асоциальность и т. п.) и нарушения мышления. Между серотонином и дофамином существуют реципрокные взаимоотношения, и блокада 5-HT2-рецепторов вызывает высвобождение дофамина в префронтальной коре (психодислептики, например псилоцибин, являются мощнейшими агонистами 5-HT2-рецепторов, то есть оказывают эффект, противоположный атипичным антипсихотикам).
Существуют и другие механизмы, объясняющие характерное для атипичных нейролептиков терапевтическое действие и сравнительно невысокий риск возникновения побочных эффектов. Так, амисульприд (солиан) в низких дозах избирательно блокирует пресинаптические дофаминовые рецепторы, активизируя высвобождение дофамина; в высоких дозах он является эффективным антагонистом постсинаптических дофаминовых рецепторов. Для арипипразола (абилифая) свойствен частичный агонизм к дофаминовым рецепторам: он выступает как функциональный антагонист в мезолимбическом дофаминовом пути, где повышенный уровень дофамина, по мнению исследователей, обуславливает развитие продуктивных симптомов (бреда и галлюцинаций), но является функциональным агонистом в мезокортикальном пути, где снижение активности дофамина, по-видимому, обуславливает развитие негативной симптоматики и когнитивных нарушений.

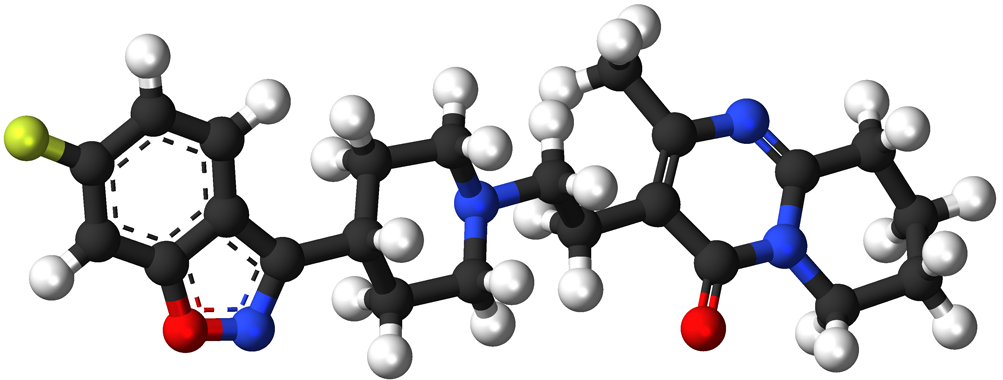
Химическая структура рисперидона (рисполепта), одного из наиболее мощных атипичных антипсихотиков

Отсутствие или малую вероятность возникновения экстрапирамидной симптоматики при приёме атипичных нейролептиков объясняют также низким уровнем связывания этих препаратов с D2-рецепторами в терапевтических дозировках: у пациентов, у которых уровень связывания остаётся ниже 75 %, экстрапирамидные нарушения не возникают. К примеру, уровень связывания D2-рецепторов клозапина (азалептина) в терапевтических дозах находится в пределах 20—67 %. В других случаях низкую вероятность возникновения экстрапирамидных расстройств объясняют высокой степенью сродства к 5-НТ2-рецепторам (при отсутствии чрезмерной блокады D2-рецепторов в терапевтических дозах).
Эти часто отмечаемые различия в действии типичных и атипичных нейролептиков не являются абсолютными. В классе типичных антипсихотиков существуют средства, при приёме которых редко возникают экстрапирамидные нарушения, — например, перициазин (неулептил), тиоридазин (сонапакс); для таких атипичных антипсихотиков, как рисперидон (рисполепт), оланзапин (зипрекса) и зипрасидон (зелдокс), характерен существенный риск экстрапирамидных нарушений, возрастающих при повышении дозы. Рисперидон блокирует D2-рецепторы гипоталамуса и вызывает гиперпролактинемию даже в большей степени, чем классические антипсихотики. Нередко вызывает повышение пролактина и амисульприд; а при приёме зипрасидона, оланзапина повышение пролактина возможно лишь в редких случаях.
В целом класс атипичных нейролептиков характеризуется немалыми различиями, касающимися как механизма действия, так и терапевтической эффективности и побочных действий; можно встретить мнение, что разделение антипсихотиков на типичные и атипичные, вероятно, стоит пересмотреть. Некоторые из нейролептиков (флупентиксол, тиоридазин) одни авторы относят к классическим препаратам, другие — к атипичным. Нет единства мнений и по поводу отнесения к той или иной группе сульпирида (эглонила).
Обладая значительно лучшей переносимостью, чем традиционные антипсихотики, и при этом нередко столь же эффективно купируя психозы, атипичные нейролептики, тем не менее, чаще способны индуцировать метаболические нарушения, приводящие к возникновению ожирения, сахарного диабета, сердечно-сосудистых заболеваний. В некоторых случаях вывод о большей безопасности атипичных нейролептиков по сравнению с типичными был сделан в результате завышения доз препарата, применявшегося в контрольной группе: действие атипичных антипсихотиков сравнивали с действием высоких доз галоперидола, гарантированно дающих тяжёлые побочные эффекты.
Одно рандомизированное контролируемое исследование показало, что метформин может уменьшить набор веса у пациентов, принимающих атипичные антипсихотические препараты, особенно в сочетании с изменением образа жизни (диета и упражнения).

### Сравнительный риск возникновения побочных эффектов
|             | Острые экстрапирамидные расстройства      | Повышение пролактина | Ожирение и метаболические нарушения (гипергликемия, дислипидемия) | Удлинение интервала QT                                                                         | Сонливость                                | Ортостатическая гипотония и тахикардия | Антихолинергические побочные эффекты |
| ----------- | ----------------------------------------- | -------------------- | ----------------------------------------------------------------- | ---------------------------------------------------------------------------------------------- | ----------------------------------------- | -------------------------------------- | ------------------------------------ |
| Рисперидон  | Умеренный или низкий риск (дозозависимый) | Высокий риск         | Умеренный риск                                                    |                                                                                                | Умеренный или низкий риск (дозозависимый) | Умеренный риск                         |                                      |
| Амисульприд | Умеренный или низкий риск (дозозависимый) | Высокий риск         | Умеренный риск                                                    |                                                                                                | Умеренный риск                            |                                        |                                      |
| Клозапин    |                                           |                      | Высокий риск                                                      |                                                                                                | Высокий риск                              | Высокий риск                           | Высокий риск                         |
| Оланзапин   | Умеренный или низкий риск (дозозависимый) | Умеренный риск       | Высокий риск                                                      |                                                                                                | Умеренный или низкий риск (дозозависимый) |                                        | Умеренный риск                       |
| Кветиапин   |                                           |                      | Умеренный риск                                                    |                                                                                                | Высокий риск                              | Умеренный риск                         |                                      |
| Зипрасидон  |                                           |                      | Низкий риск                                                       | Умеренный или низкий риск (низкий при отсутствии у пациентов нарушений сердечной проводимости) | Умеренный или низкий риск                 |                                        |                                      |

## История
Долгое время считалось, что невозможно создать мощный антипсихотик без выраженного влияния на моторные функции и что, таким образом, способность этих средств купировать психозы неизбежно связана с их неврологическими (экстрапирамидными) побочными эффектами. Однако в 1968 году был синтезирован препарат клозапин, при применении которого риск возникновения экстрапирамидных побочных эффектов оказался намного ниже, а эффективность в отношении резистентной симптоматики — выше. Впрочем, через некоторое время обнаружилось, что при приёме клозапина возможно развитие других, тоже тяжёлых осложнений, и основной целью исследователей стал синтез препаратов, равных по эффективности клозапину, но более безопасных. Были получены новые средства, которые, невзирая на большу́ю химическую и фармакологическую гетерогенность, получили общее название атипичных антипсихотиков из-за низкого риска возникновения побочных неврологических нарушений.
Сам же клозапин был изъят из оборота в связи с относительно частыми случаями смертей от агранулоцитоза; в 1990 году он был возвращён в клиническую практику из-за его уникальных свойств, но с указанием на необходимость контроля картины крови в ходе лечения. Выяснилось, что клозапин эффективно влияет не только на продуктивные симптомы шизофрении (бред, галлюцинации, подозрительность, нарушения мышления), но и, по-видимому, на негативные, в отличие от классических (типичных) антипсихотиков, которые в высоких дозах сами индуцируют вторичную негативную симптоматику. Эти же свойства характерны и для других атипичных антипсихотиков.

## Основные эффекты

### Антипсихотическое действие
Атипичные нейролептики не менее эффективны, чем типичные, при лечении продуктивной (галлюцинаторно-бредовой) симптоматики, но, по мнению российских авторов, различаются между собой по профилю психотропного действия — действия на те или иные преобладающие в структуре расстройства синдромы. Эту точку зрения не разделяют западные авторы.
К примеру, российскими авторами высказывается мнение, что при равной общей антипсихотической эффективности для клозапина и оланзапина характерно несколько более выраженное глобальное (инцизивное) антипсихотическое действие, а для рисперидона и амисульприда — избирательное (антибредовое и антигаллюцинаторное).

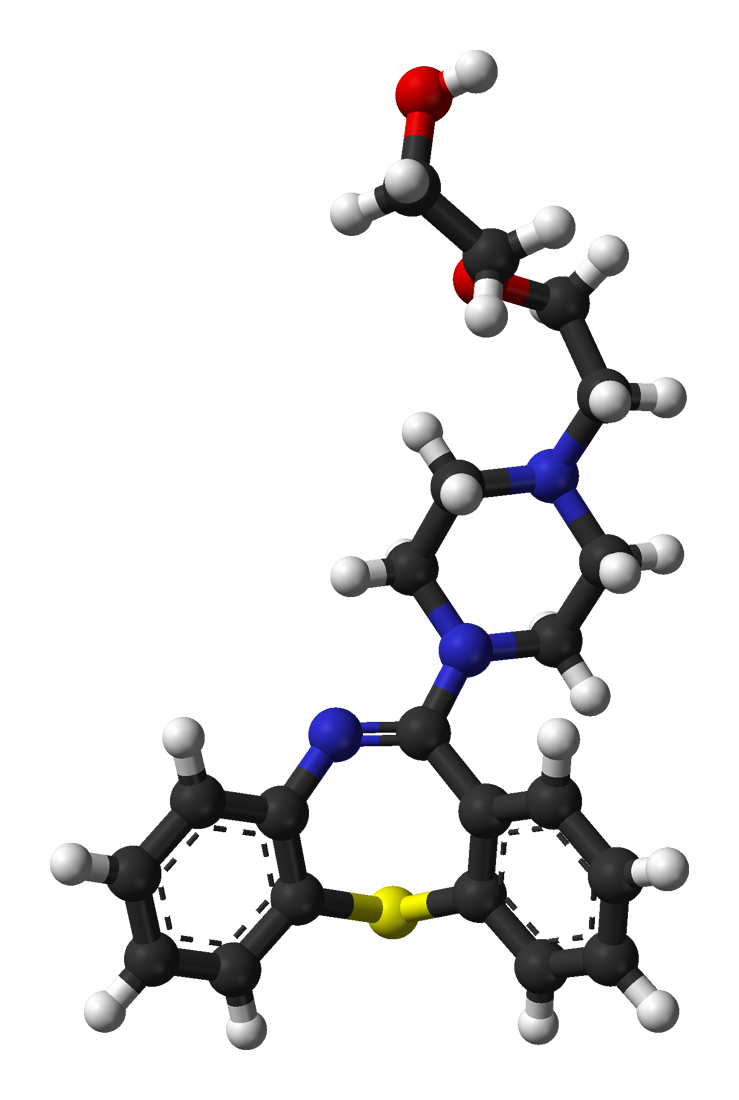
Химическая структура кветиапина (сероквеля), одного из наиболее мягких атипичных антипсихотиков

Существует утверждение, основанное на результатах западных исследований, что атипичные антипсихотики часто бывают эффективны при лечении пациентов, резистентных к терапии типичными антипсихотиками. Однако исследования, подтверждающие это предположение, имели целый ряд методологических недостатков. В достаточной мере доказана лишь высокая эффективность клозапина при резистентных формах шизофрении, но не других атипичных нейролептиков.

### Влияние на негативные расстройства
Современные исследования показывают, что атипичные нейролептики не обладают доказанной клинически значимой эффективностью в отношении первичной негативной симптоматики шизофрении (то есть той негативной симптоматики, которая обусловлена непосредственно самим расстройством). Так, метаанализ 2014 года, включивший 168 рандомизированных контролируемых испытаний, в которых рассматривались такие разновидности лечения негативной симптоматики шизофрении, как применение атипичных антипсихотиков, антидепрессантов, психологическое вмешательство и пр., показал, что разница между этими видами лечения и плацебо статистически мала и не достигает порога клинически значимого улучшения.
Возможно, что атипичные нейролептики, не влияя на первичную негативную симптоматику, устраняют так называемую вторичную негативную симптоматику благодаря своему антипсихотическому действию (редукции бреда и галлюцинаций у психотических больных), благодаря исчезновению экстрапирамидных нарушений при переводе с типичного нейролептика на атипичный, редукции депрессивной симптоматики, редкости развития затормаживающего действия и редкости развития нейролептической депрессии.
Существует мнение, что у пациентов с первичной негативной симптоматикой всё же эффективно применение амисульприда, но это мнение нуждается в дальнейшем подтверждении.

### Влияние на когнитивные функции
Типичные антипсихотики в обычных дозах не обнаруживают благоприятного влияния на когнитивные функции при шизофрении: их склонность к развитию побочных эффектов, таких как экстрапирамидные расстройства, может ещё более усилить когнитивные нарушения. Кроме того, антихолинергические препараты, обычно используемые для лечения экстрапирамидных расстройств, ухудшают познавательные способности, особенно функцию памяти. Антагонизм к α1-адренорецепторам также может нежелательно влиять на когнитивные функции.
Существуют данные в пользу того, что пациенты, принимающие атипичные антипсихотики, показывают лучшие когнитивные результаты, чем пациенты, принимающие классические антипсихотики. С другой стороны, исследования в пользу благоприятного когнитивного эффекта атипичных нейролептиков имеют определённые методологические недостатки, а сравнительные исследования действия на когнитивные функции типичных нейролептиков (в низких дозах) и атипичных нейролептиков не выявили существенных различий, при этом оказавшись методологически более безупречными.
В исследовании 2007 года был сделан вывод, что улучшенные показатели могут возникать из-за приспособления пациентов к повторяющимся тестам, представляя собой эффект обучения (англ. practice effect).
Антихолинергические свойства некоторых атипичных нейролептиков (в первую очередь клозапина) и антигистаминные свойства некоторых из этих препаратов могут оказывать неблагоприятное влияние на состояние когнитивных функций. Амисульприд в низких дозах является парциальным агонистом/антагонистом: он повышает сниженную в префронтальной коре дофаминовую активность и, таким образом, может способствовать редукции когнитивных симптомов. Однако в высоких дозах, выступая как антагонист D2-рецепторов, амисульприд приводит к усилению когнитивных нарушений. Арипипразол (абилифай), являясь регулятором дофаминовой активности (парциальным агонистом/антагонистом на всём диапазоне терапевтических доз), воздействует на когнитивные функции, вероятно, наиболее благотворно.
FDA (Food and Drug Administration) включила информацию о когнитивных нарушениях, вызываемых атипичными антипсихотиками, в базы данных по их безопасности.

### Влияние на депрессивную симптоматику
Считается, что антидепрессивный эффект некоторых нейролептиков обусловлен блокадой 5-HT1А-рецепторов. По данным опубликованного в 2009 году в журнале The Lancet метаанализа, охватившего 150 двойных слепых исследований, амисульприд, клозапин, оланзапин и арипипразол оказались значительно эффективнее, чем типичные антипсихотики, в способности редуцировать депрессивную симптоматику, в то время как у рисперидона этого превосходства выявить не удалось.
Двухлетнее репрезентативное клиническое исследование показало, что при длительном применении атипичные антипсихотики приводят к постоянному снижению депрессивной симптоматики (измеряемой по шкалам PANSS-D и CDSS). При этом разницы в антидепрессивном воздействии между изучаемыми препаратами (оланзапином, кветиапином, рисперидоном и зипрасидоном) выявлено не было. Согласно данным другого исследования (рандомизированное неслепое испытание продолжительностью 4 мес.), кветиапин превосходил рисперидон по влиянию на выраженность депрессивной симптоматики.
Тем не менее, повышение уровня пролактина при терапии некоторыми атипичными антипсихотиками предположительно может приводить к развитию депрессивных нарушений, враждебности и тревоги. У пациентов с индуцированной типичными нейролептиками гиперпролактинемией нередко наблюдались эмоционально-личностные расстройства, раздражительность, снижение настроения, нарушения сна. По-видимому, те же нарушения могут возникнуть при лечении рисперидоном и такими нетипичными нейролептиками 1-го поколения, как сульпирид и амисульприд. По данным М. Иванова и соавт. (2009), гиперпролактинемия, индуцируемая нейролептиками, связана с высоким риском развития негативной симптоматики, депрессии, расстройств сна и тревоги.
Согласно данным метаанализа, при резистентных депрессиях добавление к лечению антидепрессантами группы СИОЗС атипичных антипсихотиков приводит к улучшению, сравнимому с эффектом добавления препаратов лития, однако лечение ими обходится дороже.

### Противорецидивное действие
По результатам опубликованного в 2009 году метаанализа, оланзапин, рисперидон и сертиндол демонстрировали в некоторых длительных исследованиях превосходство противорецидивной эффективности над типичными нейролептиками; в случаях амисульприда, арипипразола и клозапина значимого различия по сравнению с типичными антипсихотиками выявлено не было.
Другой метаанализ, опубликованный в 2005 году, тоже обнаружил превосходство некоторых из атипичных антипсихотиков в сравнении с типичными, редуцировавшими частоту рецидивов лишь на 1/3: столь низкий показатель, вероятно, следует объяснить плохим комплайенсом из-за тяжёлых побочных эффектов типичных антипсихотиков. При применении типичных нейролептиков пациенты зачастую нарушают рекомендованный режим амбулаторной терапии, что приводит к быстрому развитию рецидива; при приёме атипичных нейролептиков пациенты в целом лучше соблюдают режим лечения, рецидивы заболевания происходят реже.

### Седация и сонливость
Клозапин характеризуется высокой степенью седации; оланзапину и кветиапину присущ умеренный седативный эффект. Рисперидону, амисульприду, зипрасидону и арипипразолу свойственен слабо выраженный седативный эффект, сертиндолу — практически полное отсутствие седации.
В начальном периоде терапии седативный эффект может быть полезным и желаемым результатом у пациентов, страдающих бессонницей, однако долговременная седация способна привести к дистрессу, стать потенциально опасной по причине возможных нарушений суждений, мышления и моторных навыков. Седация может ошибочно трактоваться как негативная симптоматика шизофрении, приводить к ухудшению когнитивного и социального функционирования и к уменьшению возможностей психологической реабилитации пациентов.
Сонливость — очень частый побочный эффект ряда атипичных (клозапин, рисперидон,
оланзапин, кветиапин) антипсихотиков. Данный эффект обусловлен, по-видимому, блокадой гистаминовых, дофаминовых и адренорецепторов. Сильнее всего сонливость обычно выражена в начале лечения, при длительном приёме она обычно несколько ослабевает. При наличии у пациента возбуждения этот побочный эффект можно считать скорее терапевтическим, но в дальнейшем выраженная сонливость, особенно дневная, и чрезмерная продолжительность ночного сна становятся помехой для общения, профессиональной деятельности и активного отдыха. Бороться с сонливостью можно снижением дозировки препарата, приёмом суточной дозы на ночь или сменой препарата. Медикаментозное лечение данного побочного эффекта разработано слабо, сравнительно безопасным средством считается кофеин.
Клозапин вызывает сонливость, нередко выраженную и упорную, очень часто. Нередко её вызывает и кветиапин, и в том числе в наиболее низких дозах (100—200 мг/сут). Оланзапин вызывает сонливость реже, и эффект её дозозависим; дозозависим он и у рисперидона: в обычных дозах (<6 мг/сут) вероятность сонливости меньше, чем у других атипичных (оланзапин, клозапин, кветиапин) и типичных антипсихотиков.

### Экстрапирамидные нарушения
Как правило, метаанализы показывают меньший риск возникновения экстрапирамидной симптоматики (ЭПС) при применении атипичных антипсихотиков, чем при применении типичных. ЭПС, возникающая на фоне их приёма, является обычно нерезко выраженной и транзиторной (преходящей), она легко корригируется снижением дозы или назначением препаратов-корректоров.
Тем не менее риск ЭПС при назначении атипичных антипсихотиков остаётся значительным. Особенно очевидно это стало при изучении данных побочных эффектов не в рамках клинических исследований, а при сплошной оценке пациентов, получающих нейролептики в реальной клинической практике. Был сделан вывод, что при длительной терапии частота ЭПС на фоне атипичных нейролептиков не отличалась от таковой для низких доз типичных нейролептиков — от 5 до 10 % вне зависимости от препарата. С другой стороны, метаанализ клинических исследований показал, что общая частота ЭПС при назначении всех антипсихотиков II поколения на 30—50 % ниже, чем при использовании типичных нейролептиков.
Атипичные нейролептики вызывают паркинсонизм и острую дистонию редко.
Акатизия является наиболее частым из экстрапирамидных побочных эффектов атипичных антипсихотиков. Она может возникать при применении практически всех антипсихотических средств, включая клозапин; риск её возникновения не связан с выраженностью антидофаминергического эффекта.
Поздняя дискинезия при приёме атипичных нейролептиков развивается редко, однако её нельзя избежать совсем. Систематизированный обзор (2004 г.) показал, что при лечении атипичными антипсихотиками заболеваемость поздней дискинезией в течение года составляла 0,8 % у взрослых (молодого и среднего возраста), а при лечении типичным антипсихотиком галоперидолом — 5,4 %.
Злокачественный нейролептический синдром также может возникать при приёме практически всех антипсихотиков, в том числе и атипичных, однако наиболее часто вызывают его типичные нейролептики, принадлежащие к группам бутирофенонов, фенотиазинов и тиоксантенов, в особенности галоперидол, флуфеназин (модитен) и хлорпромазин (аминазин).
Рисперидон обладает слабовыраженной дозозависимой способностью вызывать ЭПС, а в дозировках 8—10 мг/сут — и поздние дискинезии, при этом в дозах свыше 10 мг/сут риск развития ЭПС на фоне рисперидона сопоставим с риском их при приёме галоперидола. Аналогичный дозозависимый характер свойственен и риску развития ЭПС, в частности паркинсонизма и поздней дискинезии, при приёме амисульприда (особенно в дозах свыше 300 мг/сут), обладающего сопоставимым неврологическим профилем толерантности с рисперидоном. Сходный риск возникновения ЭПС характерен и для оланзапина (а также, по-видимому, для зипрасидона). Клозапин и кветиапин характеризуются наименьшим риском возникновения этих побочных эффектов.

### Повышение уровня пролактина
Все атипичные антипсихотики в той или иной мере могут повышать пролактин, особенно в начале лечения, однако при приёме атипичных нейролептиков гиперпролактинемия в целом развивается реже, чем при приёме типичных. Риск повышения пролактина особенно высок при приёме амисульприда, рисперидона и палиперидона. Рисперидон и амисульприд могут увеличивать уровень пролактина даже в большей мере, чем типичные нейролептики; рисперидон, амисульприд и палиперидон оказывают сильное влияние на уровень пролактина порой даже в низких дозах. Частота гиперпролактинемии при приёме рисперидона составляет 88 %, а при приёме типичного нейролептика галоперидола она составляет 48 %. Частота возникновения гиперпролактинемии при приёме оланзапина близка к частоте её развития при приёме галоперидола. Кветиапин и арипипразол в большинстве случаев не повышают пролактин.
На основании анализа многочисленных российских и зарубежных исследований был сделан вывод (Горобец Л. Н., 2012), что по оценке пролактинстимулирующего эффекта (частоты встречаемости нейролептической гиперпролактинемии в сторону убывания) современные антипсихотики можно расположить следующим образом: амисульприд — сульпирид — рисперидон — галоперидол — оланзапин — клозапин — кветиапин — зипрасидон — сертиндол — арипипразол. По другим данным, приём амисульприда вызывает развитие гиперпролактинемии в 80—100 %; рисперидона — в 35—94 %; оланзапина — в 3—52 %; клозапина — в 4—12,5 %; зипразидона — в 2—8,5 % случаев, а терапия кветиапином не сопровождается изменениями уровня пролактина в крови. При терапии рисперидоном, амисульпридом и сульпиридом порой наблюдаются показатели пролактина, в десятки раз превышающие нормативные. При терапии пролонгированными препаратами, такими как Рисполепт Конста (пролонгированный рисперидон), гиперпролактинемия может сохраняться в течение 6 месяцев после отмены препарата.
Гиперпролактинемия снижает секрецию половых гормонов, включая эстрогены и тестостерон, может снизить половое влечение и нарушить половую функцию, у женщин может приводить к нарушению менструального цикла и аменорее, галакторее, отсутствию оргазма, фригидности, вирилизации, себорее волосистой части головы, избыточному слюноотделению, акне, поредению волос. У мужчин признаками гиперпролактинемии являются снижение или отсутствие либидо и потенции, уменьшение вторичных половых признаков, гинекомастия, галакторея, ретроградная или болезненная эякуляция. Как у мужчин, так и у женщин гиперпролактинемия может вызвать бесплодие.
Гиперпролактинемия также приводит к снижению плотности костной ткани, развитию остеопороза, проявлениями которого могут быть частые переломы (переломы шейки бёдра, костей дистального отдела предплечья и др.), увеличению массы тела, аутоиммунным нарушениям, водному и электролитному дисбалансу. К возможным последствиям гиперпролактинемии относятся развитие опухоли гипофиза, возникновение сердечно-сосудистых нарушений, сахарного диабета II типа, у женщин повышается риск развития рака молочной железы, фиброзно-кистозной мастопатии, гипоплазии матки.
Психические проявления длительной гиперпролактинемии могут включать в себя депрессию, раздражительность, нарушения сна; могут отмечаться также жалобы неспецифического характера (повышенная утомляемость, слабость, снижение памяти, боли в области сердца без чёткой локализации и иррадиации). Могут возникать различные аффективные расстройства, тревожные и тревожно-фобические, соматоформные нарушения, патохарактерологические нарушения (включая нарушения влечений), развиваться сужение интересов, замедление ассоциативных процессов, нарушения концентрации внимания. Возможны и такие проявления, как аутизация, психосоциальная дезадаптация, в некоторых случаях — развитие психоза или ухудшение его течения.
Гиперпролактинемия осложняет течение основного заболевания, усиливает выраженность негативных, когнитивных и аффективных нарушений; она приводит к дополнительной социальной стигматизации пациентов, к развитию аддиктивного поведения, ухудшает качество их жизни и нередко становится причиной отказа пациентов от терапии нейролептиками.
При приёме антипсихотиков во время беременности гиперпролактинемия повышает риск потери беременности как на ранних, так и на поздних сроках и приводит к замедлению внутриутробного роста плода.
У подростков высокий пролактин и обусловленное им подавление выработки половых гормонов может привести к нарушению полового созревания. Как и у взрослых, возможна аменорея и другие нарушения менструального цикла, галакторея, гинекомастия, а также развитие остеопороза. В период полового созревания у подростков при гиперпролактинемии снижается плотность костной ткани, что приводит к нарушениям формирования пика костной массы. Для пациенток с гиперпролактинемией, возникшей в детском или подростковом возрасте, характерен высокий риск развития бесплодия.
Лечение и профилактика
При появлении признаков гиперпролактинемии необходимо снизить дозу нейролептика или перейти на препарат, меньше влияющий на секрецию пролактина. Другой вариант — назначение дофаминомиметика: бромокриптина, амантадина, каберголина или хинаголида.
Для профилактики гиперпролактинемии необходимо регулярно расспрашивать пациентов о симптомах, связанных с повышением уровня пролактина, а при назначении рисперидона или амисульприда (как и при назначении типичных антипсихотиков) регулярно контролировать уровень пролактина в плазме крови. Рекомендуется определять уровень пролактина в крови не реже 1 раза в 2 недели: это позволяет приступить к корректирующим мероприятиям до начала клинических проявлений, которые развиваются в среднем лишь через 10—12 дней после возрастания уровня пролактина.
Некоторые авторы придерживаются мнения, что при бессимптомной (не сопровождающейся клиническими проявлениями) гиперпролактинемии проводить коррекционные мероприятия не обязательно. Однако даже в этом случае таким пациентам требуется тщательное наблюдение, поскольку развития поздних проявлений гиперпролактинемии, в частности остеопороза, полностью исключить нельзя.

### Ожирение и метаболические нарушения
Клозапин и оланзапин характеризуются наибольшим риском клинически значимого повышения веса и метаболических нарушений, значительно меньшим риском ожирения характеризуются рисперидон, кветиапин, амисульприд, зотепин, сертиндол, азенапин, илоперидон и палиперидон. Кветиапин, рисперидон и сертиндол чаще, чем арипипразол и амисульприд, вызывают ожирение и метаболические нарушения, а зипразидон — реже, чем арипипразол и амисульприд.
Прибавка в весе при приёме нейролептиков может происходить быстро в первые несколько недель, после чего скорость прибавки веса постепенно снижается до тех пор, пока через несколько месяцев не будет достигнуто плато прироста веса — через 4—9 месяцев для оланзапина и через 42—46 месяцев для клозапина. Считается, что метаболические изменения, происходящие в организме пациента при приёме антипсихотиков, обусловливают быстрое увеличение массы тела, а длительная прибавка (в течение нескольких лет), по всей видимости, вызывается поведенческими факторами: предпочтениями в питании и уровнем физической активности. Существует теория «[скорости] зайца и черепахи», согласно которой одни препараты имеют свойство вызывать быструю прибавку веса с последующим выходом на «плато» — «скорость зайца»; другие же, не обладающие таким потенциалом, при длительном применении тоже приводят к увеличению массы тела в связи с воздействием на образ жизни пациента — «скорость черепахи» (в частности, на уровень физической активности может негативно влиять седативный эффект нейролептиков).
Последствия ожирения, вызванного нейролептиками, по-видимому, ничем не отличаются от последствий ожирения любой другой этиологии: они включают в себя повышенный риск ишемической болезни сердца, артериальной гипертонии, онкологических заболеваний, сахарного диабета, остеоартроза, апноэ во сне, желчекаменной болезни, инфаркта миокарда и инсульта. Средства для борьбы с ожирением разработаны слабо, основную роль играют диета и физические упражнения.
По данным многих исследований, в том числе РКИ, приём клозапина и оланзапина обусловливает повышенный риск сахарного диабета и дислипидемии. Оланзапин в большей мере повышает уровень холестерина, чем кветиапин, кветиапин — в большей мере, чем рисперидон, а рисперидон — в большей мере, чем арипипразол и зипразидон, которые оказывают наименьшее влияние на липидный статус.
Развитие гиперлипидемии на фоне терапии нейролептиками связано, по-видимому, с повышением массы тела, хотя обсуждались и другие возможные механизмы возникновения этого побочного эффекта. Изменения уровня липидов при приёме нейролептиков имеют типично атерогенный характер и заключаются в повышении уровня общего холестерина, триглицеридов, повышении уровня холестерина липопротеинов низкой плотности и снижении уровня холестерина липопротеинов высокой плотности. Гиперлипидемия является основным фактором развития сердечно-сосудистых заболеваний и часто сопровождается диабетом 2-го типа.
Развитие инсулинорезистентности при приёме антипсихотиков может происходить и независимо от изменения массы тела; зачастую возникновение диабета при приёме этих препаратов не обусловлено ожирением.
Некоторые атипичные антипсихотики, в особенности оланзапин и клозапин, могут вызвать диабетический кетоацидоз и гиперосмолярную кому. Возможность диабетического кетоацидоза всегда следует иметь в виду, так как его психические проявления легко спутать с симптомами шизофрении.
При оценивании в исследовании CATIE (Clinical Antipsychotic Trials of Intervention Effectiveness) риска развития ишемической болезни сердца на протяжении 10 лет при приёме антипсихотиков обнаружилось, что повышенный риск развития ИБС связан с приёмом оланзапина и кветиапина, а при приёме рисперидона, зипразидона и типичного нейролептика перфеназина этот риск был ниже.
Редко диагностируемым, однако частым и серьёзным побочным эффектом антипсихотических средств может быть полидипсия — состояние, при котором человек выпивает большое количество (до 20 литров в день) жидкости без чувства жажды и потребности в воде. Переизбыток воды приводит к водной интоксикации: головным болям, расплывчатости зрения, тошноте, сонливости; в тяжёлых случаях к повышению температуры тела, сухости кожи, дрожи, слюнотечению, рвоте, поносу, коме. Полидипсия зачастую не расценивается пациентами и их близкими как болезненное явление, её симптомы могут приписываться сахарному или несахарному диабету.
Ожирение у беременных, вызванное антипсихотиками, может приводить к порокам развития у плода: расщелине позвоночника, аноректальной атрезии, омфалоцеле, дефектам сердца, укорочению конечностей, гипоспадии, диафрагмальной грыже. При наличии ожирения у матери возможно также рождение детей с высокой для гестационного возраста массой тела и метаболическими нарушениями, включая гипогликемию, усиление липолиза и склонность к пониженной чувствительности к инсулину. В дальнейшем у таких детей повышен риск ожирения, ишемической болезни сердца и сахарного диабета. Кроме того, отмечалось, что гипогликемия и макросомия плода, возникающие под действием атипичных антипсихотиков, могут приводить к дистоции плечиков и связанным с ней травмам в родах (переломам, параличам черепномозговых нервов).
Также ожирение у беременных обусловливает повышенный риск самопроизвольного аборта в первом триместре, привычного невынашивания беременности, мертворождения, неонатальной смерти, повышенную частоту оперативных родоразрешений.
Необходимые обследования
При диагностике увеличения массы тела особое внимание нужно уделять локализации жировых отложений, особенно их количеству в области живота (абдоминальное ожирение). Для оценки можно использовать такой показатель, как соотношение объёма талии к объёму бёдер (WHR): значение WHR более 0,9 для мужчин и более 0,85 для женщин означает наличие избыточного абдоминального жира.
На практике часто также используется понятие «индекс массы тела» (body mass index — BMI): масса тела в килограммах делится на рост в метрах в квадрате. Показателем избыточной массы является ИМТ ≥ 25 кг/м2, при ИМТ ≥ 30 кг/м2 диагностируется ожирение.
Рекомендации по мониторингу риска развития сахарного диабета включают измерение уровня глюкозы натощак или гемоглобина A1c всем пациентам при назначении нового антипсихотика. Уровень глюкозы не должен превышать 126 mg/dl, гемоглобина A1c — 6,1 %. У пациентов с факторами риска (семейный анамнез, избыточный вес) мониторинг уровня глюкозы следует проводить каждые 2—4 мес. Кроме того, психиатр должен регулярно оценивать возможные симптомы сахарного диабета (изменение веса, полиурия, полидипсия) и при необходимости обеспечить пациенту консультацию эндокринолога.
При диагностике диабета желательно учитывать не только уровень гликемии натощак, но и уровень через 2 часа после приёма глюкозы. Это позволяет с большей точностью выявлять как сахарный диабет, так и преддиабетные состояния — нарушенную толерантность к глюкозе. При правильно проводимых мерах профилактики у пациентов с преддиабетным состоянием можно предотвратить развитие в будущем у них диабета.
Измерение уровня липидов пациентам, принимающих антипсихотики, необходимо проводить не реже одного раза в год, а у больных с избыточным весом — один раз в 6 мес. с обязательным консультированием у терапевта.

### Действие на сердечно-сосудистую систему
Согласно данным исследований, все антипсихотики существенно различаются по своему влиянию на сердечно-сосудистую систему. При этом их кардиотоксичность может быть связана как с острыми, возникающими на ранних этапах терапии и обычно требующими неотложного вмешательства осложнениями (артериальная гипотония, в том числе ортостатическая, нарушения ритма и проводимости, лекарственный миокардит и т. д.), так и с более отдалёнными последствиями, возникающими после нескольких недель или месяцев терапии, обусловленными влиянием антипсихотических препаратов на те или иные факторы риска сердечно-сосудистых заболеваний: ожирение, гиперлипидемию, анемию и др.
Артериальная гипотония при применении антипсихотиков обычно развивается в начале лечения и при увеличении дозы; в этот период желательно регулярно проводить ортостатическую пробу (измерять артериальное давление в положении стоя и лёжа). При возникновении у пациентов тяжёлой ортостатической гипотонии необходимо предупредить, чтобы они не вставали резко и без посторонней помощи. Особенно тяжёлые последствия ортостатической гипотонии отмечаются у пожилых пациентов и больных ишемической болезнью сердца: в частности, возможно развитие обмороков, сопряжённых с травматизмом (повреждения внутренних органов, переломы, в том числе и шейки бёдра, вывихи, гематомы). Гипотония у пациентов, страдающих ишемической болезнью сердца, может способствовать манифестации приступов стенокардии, инфаркта миокарда и даже внезапной смерти.
Медленное повышение дозы, использование низких доз, дробный приём препаратов и использование нейролептиков, не оказывающих антиадренергического действия, помогают уменьшить риск ортостатической гипотонии.
Артериальная гипотония может вызывать рефлекторную тахикардию и в редких случаях приводить к шоку. При заболеваниях сердца может представлять опасность увеличение частоты сердечных сокращений в покое. Тахикардия может также возникать при отсутствии артериальной гипотонии, в этих случаях её можно лечить низкими дозами β-блокаторов (например, атенололом).
Удлинение интервала QT свыше 500 мс при приёме антипсихотиков указывает на риск пируэтной тахикардии, которая может приводить к обмороку, фибрилляции желудочков и смерти. При лечении зипрасидоном необходимо своевременно выявлять факторы риска пируэтной тахикардии: врождённое удлинение интервала QT, брадикардию, гипокалиемию, гипомагниемию, сердечную недостаточность, печёночную и почечную недостаточность, передозировку зипрасидона. Назначение других нейролептиков также следует ограничить у пациентов с синдромом врождённого удлинения интервала QT и пациентов с нарушениями ритма в анамнезе; следует избегать применения нейролептиков на фоне гипокалиемии. Желательно предварять нейролептическую терапию (за исключением наиболее кардиобезопасных препаратов: оланзапин, кветиапин) регистрацией ЭКГ в 12 стандартных отведениях. При лечении антипсихотиками, удлиняющими QT-интервал, желательно проводить повторные исследования концентрации калия и магния, а также регулярное мониторирование ЭКГ (при увеличении QT-интервала более чем на 25 % от нормальных показателей рекомендуется под контролем ЭКГ прекратить терапию или снизить дозу антипсихотика).
В редких случаях на фоне терапии нейролептиками возможно развитие миокардита, имеющего токсический или аллергический характер. В частности, клозапин (которому в наибольшей мере свойствен риск токсико-аллергического воздействия на миокард) может вызывать эозинофилию, сопряжённую с развитием эозинофильной кардиомиопатии.
По данным ретроспективного обсервационного когортного исследования выявлено зависящее от дозы двукратное увеличение риска внезапной сердечной смерти у пациентов, принимавших атипичные нейролептики, по сравнению со сходными случаями среди пациентов, не принимавших антипсихотики.

### Антихолинергические побочные эффекты
Антихолинергическое действие нейролептиков проявляется разнообразными симптомами, включая сухость во рту, запор, тахикардию, задержку мочи, расстройства терморегуляции, нарушения аккомодации, обострение закрытоугольной глаукомы. Эти побочные явления часто возникают при терапии клозапином — чаще всего умеренно выраженные, но иногда вызывающие опасные последствия (например, нераспознанная непроходимость кишечника может привести к смерти; в жаркую погоду возможен тепловой удар). В меньшей степени риск развития антихолинергических эффектов характерен для оланзапина. У остальных атипичных антипсихотиков вероятность развития антихолинергических эффектов в процессе лечения невелика, в особенности этот риск незначителен для кветиапина и рисперидона; типичные нейролептики характеризуются существенно более высоким риском данных побочных действий.
Приём клозапина и оланзапина может вследствие антихолинергического действия привести к ухудшению когнитивных функций; антихолинергическое действие нейролептиков может проявляться нарушением внимания, памяти, общим торможением центральной нервной системы. Возможны развитие сонливости, спутанности сознания, а также делирия, галлюцинаций. При применении атипичных антипсихотиков возможен антихолинергический синдром.
Антихолинергические побочные эффекты дозозависимы, их можно устранять снижением дозировки препарата и дробным приёмом антипаркинсонических средств.

## Представители

### Клозапин
Торговые названия: Азалептин, Клозарил, Лепонекс, Алемоксан, Клозастен.
Клозапин — первый из атипичных антипсихотиков. В связи с высоким риском агранулоцитоза следует применять только при резистентных формах шизофрении при неэффективности либо непереносимости других нейролептиков. Обладает очень сильными противотревожными свойствами. Экстрапирамидных нарушений, за исключением крайне редких случаев, не вызывает, однако в большей степени вызывает увеличение массы тела, что необходимо учитывать при назначении больным ожирением и сахарным диабетом; также характерен высокий риск сонливости, ортостатической гипотонии и тахикардии. Очень часто вызывает избыточную седацию, иногда — делирий, удлинение QT, дислипидемию, диабет, ишемическую болезнь сердца.
Блокирует различные подтипы дофаминовых (D1, D2, D3, D4, D5), серотониновых (5-HT1A, 5-HT2A, 5-HT1С), мускариновых (M1, M2, M3, M5), гистаминовых (H1) и адрено- (α1, α2) рецепторов; обладает свойствами агонизма к M4-рецепторам. Антагонизм к большинству подтипов мускариновых рецепторов обуславливает характерные для клозапина антихолинергические нарушения и может повышать риск когнитивных расстройств. Часто встречающиеся при применении клозапина явления повышенного слюноотделения и слюнотечения обусловлены, по-видимому, нарушением механизмов глотания, а также стимуляцией M4-рецепторов и антагонизмом к α-адренорецепторам.
Обладает риском смертельно опасных побочных эффектов: агранулоцитоз, миокардит, сосудистый коллапс; также может вызывать эпилептические припадки. При применении клозапина требуется, по причине риска агранулоцитоза, частый (в первые месяцы — каждую неделю) контроль крови; кроме того, следует контролировать вес, уровень глюкозы крови и липидный профиль. Лечение следует начинать с низких доз, постепенно повышая; необходимо предупредить пациента, чтобы он сообщал о любых признаках инфекции, которые могут быть связаны с агранулоцитозом, а также о признаках сердечно-сосудистых и эндокринных нарушений.
Клозапин в большей степени, нежели другие нейролептики, характеризуется риском синдрома отмены, при котором могут наблюдаться те или иные тяжёлые психические или неврологические реакции, в частности бессонница, возбуждение, ажитация, головная боль, дистонии, дискинезии, маниакальная и психотическая симптоматика. Синдром отмены клозапина (так называемые холинергические симптомы «отдачи») может развиваться после длительного лечения в дозах свыше 300 мг/сут. После применения клозапина негативным оказывается ответ на последующее применение других антипсихотиков, по этой причине многие из пациентов становятся практически пожизненно «привязанными» к данному препарату.
Также выявлено, что клозапин повышает выделение D-серина астроцитами и в мозге у крыс, и в клеточной культуре. Это свидетельствует в пользу того, что препарат оказывает влияние на естественные коагонисты NMDA-рецепторов.

### Рисперидон
Торговые названия: Рисполепт, Риссет, Сперидан, Риспердал, Рисперон, Рисдонал, Рилептид, Риспаксол, Рисполюкс, Торендо, Сизодон-Сан.
Является наиболее мощным антагонистом D2-рецепторов из всех атипичных антипсихотиков в условиях in vitro, имеет выраженное антипсихотическое действие, которое большинство исследователей считают равным действию галоперидола. Кроме дофаминовых (D1, D2, D3, D4), также блокирует серотониновые (5-HT1A, 5-HT2A, 5-HT2C), α1- и α2-адренорецепторы, гистаминовые (H1-рецепторы). В отличие от клозапина, не обладает антагонизмом к холинорецепторам. Не рекомендуется применять при депрессивных состояниях, поскольку из атипичных антипсихотиков именно он в наибольшей мере способен вызывать нейролептическую депрессию. Рисперидон даже в большей мере, чем классические антипсихотики, повышает пролактин, чаще других атипичных антипсихотиков вызывает экстрапирамидную симптоматику, а также риск развития поздней дискинезии у него намного выше. Применение рисперидона часто сопровождается развитием седации и ортостатической гипотензии. Но и недооценивать рисперидон как атипичный антипсихотик тоже нельзя, поскольку он эффективен при психотическом возбуждении за счёт присущего ему седативного эффекта.
Другие побочные эффекты рисперидона включают тошноту, рвоту, тревогу, сонливость, бессонницу. Длительный приём этого препарата может приводить к повышению массы тела и развитию сахарного диабета, но с меньшей вероятностью, чем при терапии клозапином и оланзапином.
Оптимальная доза рисперидона для взрослых составляет от 2 до 6 мг/сут. Более высокие дозы необходимы лишь в редких случаях; как правило, они вызывают экстрапирамидные нарушения, не усиливая терапевтического действия. При возникновении лекарственного паркинсонизма дозу снижают.

### Палиперидон
Торговые названия: Инвега.
Является активным метаболитом рисперидона; молекула палиперидона отличается от молекулы рисперидона наличием одной гидроксильной группы. Отсутствие печёночного метаболизма у палиперидона сводит риск нежелательных лекарственных взаимодействий с препаратами, метаболизирующимися в печени, к минимуму. В меньшей степени, чем рисперидон, вызывает появление бессонницы и тревоги, обладает более выраженным седативным потенциалом. Также гораздо реже возникают сонливость, головокружения, диспепсические расстройства, но чаще — тахикардия. Другими нежелательными явлениями могут быть головная боль, тремор, ортостатическая гипотензия, артериальная гипертензия, сухость во рту, удлинение интервала QT.
Экстрапирамидные побочные эффекты палиперидона являются дозозависимыми: в дозах 9—12 мг/сут частота их возникновения сопоставима с частотой возникновения при терапии рисперидоном. Дозозависимой также является прибавка массы тела. Гиперпролактинемия в анализах крови появляется у 67 % пациентов приблизительно через две недели после начала терапии препаратом и затем сохраняется в виде плато, часто не достигая уровня, обусловливающего клинические проявления.
Существует также пролонгированная форма палиперидона — палиперидон пальмитат, предназначенная для внутримышечного введения раз в месяц.

### Амисульприд
Торговые названия: Солиан, Лимипранил.
Амисульприд — антагонист D2/D3-рецепторов. Особенностью данного препарата, отличающей его от оланзапина и рисперидона, является более выраженный активирующий эффект. Для амисульприда характерна высокая вероятность развития экстрапирамидной симптоматики в верхнем диапазоне рекомендуемых дозировок, однако он, в отличие от типичных антипсихотиков, слабо связывается с дофаминовыми рецепторами в нигростриарной зоне и намного легче «выбивается» свободным дофамином, что и обусловливает его высокую антипсихотическую активность при меньшей вероятности развития экстрапирамидных нарушений. Наиболее характерными для амисульприда экстрапирамидными нарушениями являются тремор конечностей и акатизия, возникающая при приёме этого препарата в широком диапазоне доз.
Вероятность развития гиперпролактинемии и возникновения её клинических проявлений у амисульприда высока, однако вероятность набора веса минимальна. К побочным эффектам препарата относятся также бессонница, тревога, возбуждение, чрезмерная седация и сонливость, запор, тошнота, рвота, сухость во рту, снижение порога судорожной готовности, артериальная гипотензия.

### Зипрасидон
Торговые названия: Зелдокс, Геодон.
По данным клинических исследований, зипрасидон превосходит галоперидол по воздействию на психотические симптомы и проявления агрессии; положительно влияет на коморбидные аффективные симптомы, показатели социального функционирования. Блокирует дофаминовые (D2), серотониновые (5-HT2A, 5-HT2C и 5-HT1B/1D) рецепторы, α1-адренорецепторы и Н1-рецепторы; частичный агонист серотониновых 5-HT1A-рецепторов; ингибирует обратный захват серотонина и норадреналина.
Зипрасидон имеет хорошую переносимость, крайне редко вызывает экстрапирамидную симптоматику, повышение массы тела и метаболические нарушения. Наиболее значимые побочные эффекты зипрасидона: сонливость, ортостатическая гипотензия, акатизия, увеличение интервала QT. Характерен умеренный риск нарушений сердечной проводимости. Зипрасидон противопоказан при синдромах удлинения интервала QT, стойком удлинении интервала QT свыше 500 мс, аритмии в анамнезе, недавнем инфаркте миокарда и декомпенсированной сердечной недостаточности. У пациентов в ремиссии переход на зипрасидон может вызвать преходящую бессонницу, в этом случае помогают снотворные.
Несмотря на то, что зипрасидон показал свою эффективность как нормотимик, иногда его приём может вызывать инверсию аффекта (развитие мании или гипомании) у пациентов, страдающих депрессией.

### Сертиндол
Торговые названия: Сердолект.
Обладает высоким сродством к дофаминовым (D2), серотониновым (5-НТ2А и 5-НТ2С) и α1-адренорецепторам. Характерна низкая аффинность к гистаминовым Н1 и мускариновым рецепторам, что предопределяет клинически незначимый уровень седации и когнитивных нарушений. Наиболее частыми побочными эффектами сертиндола являются головная боль, бессонница, сонливость, головокружение, астения, депрессия, миалгия, диспепсия, запор, сухость во рту, тошнота, заложенность носа, нарушение эякуляции (у мужчин). Клинически значимую прибавку в весе сертиндол вызывает редко, редко возникает и клинически значимое повышение концентраций в крови пролактина, холестерина, триглицеридов и глюкозы; препарату свойствен низкий риск развития экстрапирамидных расстройств. Сертиндол может вызывать серьёзные сердечно-сосудистые осложнения, в том числе приводящие к летальным исходам. Во время лечения этим препаратом необходим регулярный контроль ЭКГ: при достижении стабильного состояния (через 3—4 недели по достижении полноценной дозы), а также каждые 3 месяца в ходе долгосрочного лечения.
Поскольку для сертиндола не характерен клинически значимый уровень седации, его нежелательно использовать в качестве монотерапии при лечении острых состояний с психомоторным возбуждением. Тем не менее, отсутствие у препарата седативного эффекта становится преимуществом при применении его в длительной терапии.
Дозировку сертиндола необходимо наращивать постепенно во избежание гипотензивных эффектов. После применения сертиндола возможна негативная реакция на другие нейролептики, и даже на те, которые давали положительный эффект до терапии сертиндолом.

### Оланзапин
Торговые названия: Зипрекса, Заласта, Нормитон, Оланекс, Парнасан, Эголанза, Олфрекс.
Обладает выраженной антихолинергической активностью и по профилю действия очень напоминает клозапин. Основным побочным свойством препарата является прибавка в весе; при первичном назначении оланзапина следует оценивать вероятность набора веса пациентом, учитывая его индекс массы тела, анамнестические данные, общее клиническое ощущение склонности к полноте — пастозность, рыхлость. Наблюдая пациента, принимающего оланзапин, необходимо учитывать главный принцип контроля набора веса: семипроцентное от исходного увеличение массы тела является абсолютным противопоказанием к дальнейшему применению препарата. Второе наиболее значимое побочное действие оланзапина — седативный эффект, сомнолентность. У небольшого процента пациентов (10—15 %) этот эффект закрепляется и длится месяцы, что препятствует качеству социального восстановления.
Применение оланзапина приводит к повышенному риску нарушений липидного обмена и сахарного диабета. При повышении дозировки оланзапина до уровня 20 мг/сут возможно развитие дозозависимой ЭПС. При постмаркетинговом наблюдении зарегистрированы случаи внезапной сердечной смерти среди пациентов, принимавших оланзапин.
Препарат зарекомендовал себя хорошо в связи с положительным действием на аффективные (как маниакальные, так и депрессивные) нарушения. Антагонизм оланзапина к 5-НТ3 и 5-HT2C-рецепторам предопределяет анксиолитические свойства препарата. Для предупреждения увеличения массы тела и коррекции метаболических нарушений может быть использован метформин. Оланзапин блокирует дофаминовые D1, D2, D3, D4, D5, мускариновые M1, M2, M3, M4, M5, серотониновые 5-HT2A, 5-HT2C, 5-HT3 (сглаживание негативного действия препарата на нигростриатум, что снижает риск экстрапирамидных расстройств по сравнению с некоторыми другими антипсихотиками), гистаминовые H1-рецепторы; антагонизм оланзапина к адренорецепторам слабовыражен.
Выпускается комбинированный препарат оланзапина с флуоксетином, получивший название Symbyax. Существует также оланзапин пролонгированного действия, вводимый внутримышечно.

### Кветиапин
Торговые названия: Сероквель, Кетилепт, Лаквель, Квентиакс, Кветирон.
По некоторым оценкам, является наиболее благоприятным препаратом среди атипичных антипсихотиков с точки зрения параметров безопасности. Практически не вызывает экстрапирамидных расстройств (за исключением случаев, когда применяются максимальные дозы). Не вызывает гиперпролактинемии; реже, чем клозапин и оланзапин, приводит к увеличению массы тела, хотя риск её повышения при приёме кветиапина всё же существен и значительно больше, чем при применении амисульприда и арипипразола. Кветиапину не свойственны антихолинергические побочные эффекты. Самыми частыми нежелательными реакциями при применении кветиапина являются седация, сонливость, ортостатическая гипотензия, головокружение, диспепсия — проявления, обычно купирующиеся уменьшением дозы препарата. Наряду с клозапином и оланзапином кветиапин характеризуется высоким риском развития диабета по сравнению с другими антипсихотиками.
Помимо высокой эффективности этого антипсихотика при шизофрении (в том числе в случаях резистентности к другим препаратам), кветиапин также зарекомендовал себя как хороший нормотимик, эффективный в лечении как маниакальных, так и депрессивных фаз. Обладает выраженным анксиолитическим эффектом.
Очень сильно блокирует гистаминовые H1, несколько менее — α1-адренорецепторы, серотониновые рецепторы 5-HT2A; относительно слабо блокирует дофаминовые рецепторы D2, совсем слабо — D1-рецепторы. По данным электрофизиологических исследований, кветиапин селективно понижает возбудимость мезолимбических дофаминергических нейронов, но не затрагивает активность чёрной субстанции (один из участков мозга, вырабатывающих дофамин).

### Арипипразол
Торговые названия: Абилифай.
По фармакологическим свойствам очень значительно отличается от других атипичных нейролептиков: он является частичным агонистом дофаминовых (D2) и серотониновых (5-HT1A) рецепторов, при этом блокирует дофаминовые (D3), серотониновые (5-HT2A, 5-HT2C, 5-HT7) рецепторы, α1-адренорецепторы и H1-рецепторы. Арипипразол действует как функциональный антагонист в условиях дофаминергической гиперактивности и как функциональный агонист при дофаминергической гипоактивности; для него характерен минимальный риск вызывать экстрапирамидные побочные эффекты и гиперпролактинемию, отсутствие риска удлинения интервала QT, минимальный риск повышения веса и седации.
В испытаниях на пациентах вне острой стадии в начале лечения арипипразол вызывал бессонницу и возбуждение; через несколько недель эти побочные эффекты проходили. Экстрапирамидные расстройства при приёме арипипразола в терапевтических дозах маловероятны, однако отмечался риск развития акатизии и поздней дискинезии. К другим побочным эффектам арипипразола относятся головная боль, тошнота, рвота и головокружение.

### Азенапин
Торговые названия: Сафрис.
14 августа 2009 года был одобрен FDA для применения в психиатрии. Предназначен для лечения острых эпизодов шизофрении и острых маниакальных или смешанных эпизодов при биполярном аффективном расстройстве I типа. Азенапин не показан для лечения депрессии, в клинических испытаниях при его приёме не было обнаружено ослабления депрессивных симптомов ни в краткосрочной, ни в долгосрочной перспективе.
Проявляет сродство ко многим типам рецепторов: серотониновые 5-HT1A, 5-HT1B, 5-HT2A, 5-HT2B, 5-HT2C, 5-HT5A, 5-HT6 и and 5-HT7 рецепторы, адренергические α1, α2A, α2B и α2C, дофаминовые D1, D2, D3 и D4, гистаминовые H1 и H2; значительно меньшее сродство — к мускариновым ацетилхолиновым рецепторам. Азенапин является частичным агонистом 5-HT1A и D1 рецепторов, к остальным из упомянутых рецепторов проявляет свойство антагониста.
Так как он блокирует гистаминовые рецепторы всё же слабее, чем некоторые другие атипичные антипсихотики (например, оланзапин и кветиапин), предполагается, что ему менее свойственны повышение массы тела и седация. Поэтому данный препарат может быть рассмотрен как вариант терапии у пациентов, для которых характерен риск развития метаболического синдрома. Кроме того, азенапин реже вызывает удлинение интервала QT на электрокардиограмме, чем зипрасидон. Тем не менее эти побочные эффекты в той или иной степени ему всё же присущи. Риск повышения пролактина мало свойствен азенапину — в гораздо меньшей степени, чем оланзапину или рисперидону.
При применении азенапина очень часто (≥1/10) встречались такие побочные действия, как тревога, сонливость, часто (≤1/100 — <1/10) — увеличение массы тела, острые экстрапирамидные расстройства, седация, головокружение, дисгевзия. К числу нечастых (≤1/1000 — <1/100) побочных эффектов относятся сердечно-сосудистые побочные действия, повышение уровня сахара в крови, обмороки, судорожные припадки и др. При длительном приёме возможны также бессонница, депрессия, головные боли, тремор, поздняя дискинезия.
FDA сообщает о риске тяжёлых аллергических реакций при употреблении азенапина: к их числу относятся анафилактический шок, ангионевротический отёк, снижение артериального давления, учащение сердечного ритма, опухание языка, одышка и сыпь.

### Луразидон
Торговые названия: Латуда.
Был одобрен FDA в 2010 году. Может применяться для терапии как острой шизофрении, так и биполярной депрессии (при последней — и в качестве монотерапии, и в сочетании с литием или вальпроевой кислотой).
Препарат обладает высоким сродством к дофаминовым D2, 5-HT2A и 5-HT7-серотониновым рецепторам, умеренный аффинитет обнаруживается к α2А и α2С-адренергическим и 5-HT1А-серотонинергическим рецепторам, причём к последним луразидон является частичным агонистом. Обладает также незначительным сродством к α1-адренергическим, H1-гистаминовым и M1-мускариновым ацетилхолиновым рецепторам.
Наиболее частыми побочными действиями луразидона являются тошнота, сонливость, экстрапирамидные расстройства (акатизия, паркинсонизм, дистония), тревога и ажитация, бессонница, седация, головная боль, головокружение, рвота. Акатизия и сонливость при приёме луразидона носят дозозависимый характер.
Для препарата малохарактерен риск увеличения веса, метаболических побочных эффектов и гиперпролактинемии. Ортостатическая гипотензия наблюдается редко, а влияния на интервал QT не наблюдалось. Гиперпролактинемия представляет собой дозозависимый побочный эффект и развивается чаще у женщин, чем у мужчин.

### Илоперидон
Торговые названия: Фанапт.
Обладает высоким сродством к α1-адренорецепторам, D3-дофаминовым и 5-HT2a-серотониновым, промежуточным сродством — к α2С-адренорецепторам, дофаминовым рецепторам D2A, D4, серотониновым 5-HT1A, 5-HT1B, 5-НТ2С и 5-HT6. Низкое сродство препарат обнаруживает к норадреналиновым рецепторам α2A, α2B, β1 и β2, мускариновым ацетилхолиновым M1—M5, гистаминовым H1, дофаминовым D1 и D5, гастриновым CCKA и CCKB, серотониновым 5-HT7.
К побочным действиям илоперидона относятся тревога, бессонница, головокружение, головная боль, сухость во рту, тошнота, увеличение веса (как правило, умеренно выраженное), диспепсия, заложенность носа, сонливость, усталость, седативный эффект, тахикардия, ортостатическая гипотензия, удлинение интервала QT.
Илоперидон не повышает (или редко повышает) пролактин. Экстрапирамидные расстройства при его приёме в ряде исследований возникали не чаще, чем при приёме плацебо, хотя в анализе всех опубликованных данных об этом препарате отмечалась возможность дозозависимой акатизии. Поскольку илоперидон обладает крайне низким сродством к ацетилхолиновым рецепторам, предполагается, что он не может вызывать антихолинергические побочные эффекты, такие как сухость во рту, затуманивание зрения и увеличение частоты мочеиспускания.
В публикациях утверждается, что риск метаболических побочных эффектов илоперидона, по-видимому, низкий. С другой стороны, в эксперименте на крысах были выявлены значительные метаболические нарушения при приёме илоперидона, сопоставимые с метаболическими нарушениями при приёме оланзапина (зипрексы). В этом эксперименте у крыс развивалась интолерантность к глюкозе и инсулинорезистентность.

### Карипразин
Торговые названия: Враилар, Реагила.
Относится к производным пиперазина/пиперидина. Препарат обладает частичным агонизмом к D2-рецепторам, что сближает его с ариприпразолом, однако высокое сродство к D3-рецепторам делает уникальным профиль рецепторной активности карипразина. Отличительной особенностью препарата является также частичный агонизм к 5-НТ1А-рецепторам. Обладает
сильно выраженным антагонизмом к 5-HT2B-рецепторам, низким или умеренным сродством к 5-HT2A-рецепторам, а умеренная или слабо выраженная способность связываться с H1 и 5-HT2C-рецепторами обусловливает меньший, чем у некоторых других атипичных антипсихотиков, риск эндокринных и метаболических побочных эффектов.
К побочным эффектам карипразина относятся экстрапирамидная симптоматика (в том числе акатизия и тремор), головная боль, головокружение, запоры, тошнота, рвота, диспепсия, понос, затуманенное зрение, гипертермия, боль в конечностях, сонливость, седация или, напротив, тревога и бессонница. Метаболические нарушения, повышение уровня пролактина и удлинение интервала QT в испытаниях не достигали клинической значимости. Заметная прибавка в весе (>7 % от исходной массы тела) наблюдалась у значительно меньшего числа пациентов, чем при приёме рисперидона, хотя этот показатель и был выше, чем при приёме плацебо. При длительном применении потенциально клинически значимое увеличение массы тела было выявлено у 33 % пациентов, а у 8 % пациентов масса тела, наоборот, снизилась.
По результатам доклинических испытаний, карипразин обладает прокогнитивной и антиангедонической эффективностью, однако достаточный опыт его использования для лечения когнитивных и негативных нарушений отсутствует.

## Критика концепта атипичности
Сам концепт «атипичности» нейролептиков подвергался критике из-за его предполагаемой несостоятельности. Звучали предложения отказаться от разделения нейролептиков на «типичные» и «атипичные» и признать такую дихотомию ложной. Следуя подобной логике, все нейролептики предлагается объединить в один класс и назначать их на основе индивидуального анализа соотношения пользы и вреда.
В критическом анализе концепта атипичности указывается, что способность атипичных нейролептиков реже вызывать экстрапирамидные нарушения является единственным признаком, который отличает этот класс препаратов от так называемых типичных нейролептиков. В прошлом утверждалось, что атипичные нейролептики могут обладать более высокой по сравнению с типичными нейролептиками эффективностью в отношении негативной симптоматики шизофрении. Однако дальнейшие исследования не подтвердили эти предположения. Лишь более низкая распространённость одной группы побочных эффектов — а именно экстрапирамидных нарушений — остаётся единственным валидным отличием атипичных нейролептиков, что является не самым сильным признаком. Положение дел ухудшает тот факт, что в ряде клинических исследований атипичный нейролептик сравнивали с высокими дозами галоперидола, который часто вызывает экстрапирамидные нарушения.
В рамках критики концепта атипичности указывается, что атипичные нейролептики не показывают более высокой эффективности в подавлении психотической симптоматики по сравнению с типичными. Атипичные нейролептики в среднем реже вызывают острые экстрапирамидные нарушения и позднюю дискинезию, но чаще приводят к набору веса и метаболическим нарушениям, из-за чего их долгосрочное применение нельзя счесть безопасным. Единственным исключением является клозапин, который в ряде исследований показывает более высокую эффективность в отношении резистентной шизофрении.
Критиковалось представление об атипичных нейролептиках как о гомогенной группе препаратов с похожими свойствами. Были обнаружены значительные отличия между препаратами внутри этого класса в частоте экстрапирамидных нарушений, и в то же время стало заметно сходство некоторых атипичных и типичных нейролептиков в отношении частоты экстрапирамидных нарушений. Так, в одном исследовании было показано, что атипичные нейролептики рисперидон, амисульприд и зотепин по частоте экстрапирамидных нарушений не сильно отличаются от типичного нейролептика флуфеназина.